# Mikkelin Palloilijat
Mikkelin Palloilijat (abgekürzt MP) ist ein finnischer Sportverein aus der Stadt Mikkeli.
Der Verein wurde 1929 gegründet. Die erfolgreichsten Jahre erlebte der Verein um 1970, als die Bandymannschaft Meister wurde und die Fußballmannschaft zweimal den nationalen Pokalwettbewerb gewann.

## Fußball
1939 spielte Mikkeli bereits eine Saison lang in der zweithöchsten finnischen Spielklasse. Von 1960 an spielte MP dann wieder zweitklassig, 1965 gelang erstmals der Aufstieg in die höchste Liga. 1970 wurden die Fußballer Vizemeister. Durch ein 4:1 nach Verlängerung gegen Lahden Reipas gewann Mikkeli in diesem Jahr auch den finnischen Fußballpokal, der ein Jahr später durch ein 4:1 über Vaasan Sport verteidigt wurde. Nach dem Abstieg 1977 wurde MP vorübergehend zu einer Fahrstuhlmannschaft, ehe die Mannschaft von 1986 bis 1996 noch einmal ununterbrochen erstklassig spielte. In dieser Zeit wurde Mikkeli 1991 noch einmal finnischer Vizemeister. Nach dem Abstieg 1996 stieg 2001 Mikkeli auch aus der zweitklassigen Ykkönen ab. 2004 bis 2006 und noch einmal 2010 spielte Mikkeli danach noch in der zweiten Liga. 2015 spielt MP Mikkeli wieder im Ykkönen.

### Europapokalbilanz
| Saison  | Wettbewerb                  | Runde    | Gegner             | Gesamt | Hin     | Rück    |
| ------- | --------------------------- | -------- | ------------------ | ------ | ------- | ------- |
| 1971/72 | Europapokal der Pokalsieger | 1. Runde | Eskişehirspor      | 0:4    | 0:0 (H) | 0:4 (A) |
| 1972/73 | Europapokal der Pokalsieger | 1. Runde | FC Carl Zeiss Jena | 4:8    | 1:6 (A) | 3:2 (H) |
| 1973/74 | UEFA-Pokal                  | 1. Runde | FC Carl Zeiss Jena | 0:6    | 0:3 (A) | 0:3 (H) |
| 1991/92 | UEFA-Pokal                  | 1. Runde | Spartak Moskau     | 1:5    | 0:2 (H) | 1:3 (A) |
| 1992/93 | UEFA-Pokal                  | 1. Runde | FC Kopenhagen      | 01:10  | 0:5 (A) | 1:5 (H) |

Gesamtbilanz: 10 Spiele, 1 Sieg, 1 Unentschieden, 8 Niederlagen, 6:33 Tore (Tordifferenz −27)

### Saisonübersicht
Saisonübersicht seit 1960:
| Saison | Klasse | Liganame                | Platz  | Bemerkung                          | Pokal    | International         |
| ------ | ------ | ----------------------- | ------ | ---------------------------------- | -------- | --------------------- |
| 1960   | 2.     | Division I, Staffel Ost | 06./12 |                                    |          |                       |
| 1961   | 2.     | Division I, Staffel Ost | 05./12 |                                    |          |                       |
| 1962   | 2.     | Division I, Staffel Ost | 03./12 |                                    |          |                       |
| 1963   | 2.     | Division I, Staffel Ost | 04./12 |                                    |          |                       |
| 1964   | 2.     | Division I, Staffel Ost | 03./12 |                                    |          |                       |
| 1965   | 2.     | Division I, Staffel Ost | 01./12 | Aufstieg                           |          |                       |
| 1966   | 1.     | Mestaruussarja          | 04./12 |                                    |          |                       |
| 1967   | 1.     | Mestaruussarja          | 10./12 |                                    |          |                       |
| 1968   | 1.     | Mestaruussarja          | 08./12 |                                    |          |                       |
| 1969   | 1.     | Mestaruussarja          | 05./12 |                                    |          |                       |
| 1970   | 1.     | Mestaruussarja          | 02./12 |                                    | Sieger   |                       |
| 1971   | 1.     | Mestaruussarja          | 05./14 |                                    | Sieger   | Pokalsieger, 1. Runde |
| 1972   | 1.     | Mestaruussarja          | 02./12 |                                    |          | Pokalsieger, 1. Runde |
| 1973   | 1.     | Mestaruussarja          | 07./12 |                                    |          | UEFA-Pokal, 1. Runde  |
| 1974   | 1.     | Mestaruussarja          | 10./12 |                                    |          |                       |
| 1975   | 1.     | Mestaruussarja          | 09./12 |                                    |          |                       |
| 1976   | 1.     | Mestaruussarja          | 06./12 |                                    |          |                       |
| 1977   | 1.     | Mestaruussarja          | 11./12 | Abstieg                            |          |                       |
| 1978   | 2.     | Division I              | 04./12 |                                    |          |                       |
| 1979   | 2.     | Division I              | 01./12 | Relegation und Klassenverbleib     |          |                       |
| 1980   | 2.     | Division I              | 01./12 | Relegation und Aufstieg            |          |                       |
| 1981   | 1.     | Mestaruussarja          | 11./12 | Relegation und Abstieg             |          |                       |
| 1982   | 2.     | Division I              | 03./12 | Relegation und Klassenverbleib     |          |                       |
| 1983   | 2.     | Division I              | 01./12 | Relegation und Aufstieg            |          |                       |
| 1984   | 1.     | Mestaruussarja          | 12./12 | Abstieg                            |          |                       |
| 1985   | 2.     | Division I              | 01./12 | Aufstieg                           |          |                       |
| 1986   | 1.     | Mestaruussarja          | 07./12 |                                    |          |                       |
| 1987   | 1.     | Mestaruussarja          | 07./12 |                                    |          |                       |
| 1988   | 1.     | Mestaruussarja          | 09./12 | Abstiegsrunde und Klassenerhalt    |          |                       |
| 1989   | 1.     | Mestaruussarja          | 09./12 | Abstiegsrunde und Klassenerhalt    |          |                       |
| 1990   | 1.     | Veikkausliiga           | 07./12 | Meisterschafts-Endrunde: 3. Platz  |          |                       |
| 1991   | 1.     | Veikkausliiga           | 02./12 |                                    |          | UEFA-Pokal, 1. Runde  |
| 1992   | 1.     | Veikkausliiga           | 10./12 |                                    |          | UEFA-Pokal, 1. Runde  |
| 1993   | 1.     | Veikkausliiga           | 09./12 | Abstiegsrunde und Klassenerhalt    |          |                       |
| 1994   | 1.     | Veikkausliiga           | 11./14 |                                    |          |                       |
| 1995   | 1.     | Veikkausliiga           | 11./14 | Relegation und Klassenerhalt       |          |                       |
| 1996   | 1.     | Veikkausliiga           | 12./12 | Abstiegsrunde und Abstieg          |          |                       |
| 1997   | 2.     | Ykkönen, Staffel Süd    | 04./10 | Aufstiegsrunde und Klassenverbleib |          |                       |
| 1998   | 2.     | Ykkönen, Staffel Nord   | 06./10 | Abstiegsrunde und Klassenerhalt    |          |                       |
| 1999   | 2.     | Ykkönen, Staffel Süd    | 03./10 | Aufstiegsrunde und Klassenverbleib |          |                       |
| 2000   | 2.     | Ykkönen, Staffel Süd    | 02./10 | Aufstiegsrunde und Klassenverbleib |          |                       |
| 2001   | 2.     | Ykkönen, Staffel Nord   | 08./10 | Relegation und Abstieg             |          |                       |
| 2002   | 3.     |                         |        |                                    |          |                       |
| 2003   | 3.     |                         |        | Aufstieg                           |          |                       |
| 2004   | 2.     | Ykkönen                 | 07./14 |                                    |          |                       |
| 2005   | 2.     | Ykkönen                 | 09./14 |                                    |          |                       |
| 2006   | 2.     | Ykkönen                 | 13./14 | Abstieg                            |          |                       |
| 2007   | 3.     | Kakkonen                |        |                                    |          |                       |
| 2008   | 3.     | Kakkonen                |        |                                    |          |                       |
| 2009   | 3.     | Kakkonen                |        | Aufstieg                           |          |                       |
| 2010   | 2.     | Ykkönen                 | 14./14 | Abstieg                            |          |                       |
| 2011   | 3.     | Kakkonen, Gruppe A      | 03./14 |                                    |          |                       |
| 2012   | 3.     | Kakkonen, Staffel Ost   | 03./10 |                                    |          |                       |
| 2013   | 3.     | Kakkonen, Staffel Ost   | 2./10  |                                    | 3. Runde |                       |
| 2014   | 3.     | Kakkonen, Staffel Ost   | 2./10  | Aufstieg                           |          |                       |

### Spieler
- Olli Rehn (1979–1983), EU-Politiker.
- Njazi Kuqi (199?)
- Jussi Jääskeläinen (1992–1995)
- Shefki Kuqi (1995–1996)
- Antti Kuismala (1996–1997, 2008, 2011, 2013–2015)
- Eetu Muinonen (199?–2002) Jugend, (2002, 2010–) Spieler,
- Pietari Holopainen (2006)

## Bandy
Die Bandyabteilung MPs wurde 1968 finnischer Meister, 1969 kam die Mannschaft auf den zweiten Platz.